# Ludwig Reuleaux
Ludwig Reuleaux (* 15. Mai 1828 in Eschweiler-Pumpe; † 9. November 1900 Mainz) war ein Mainzer Unternehmer, hessischer Politiker und ehemaliger Präsident der Mainzer Handelskammer.

## Leben und Familie
Ludwig Reuleaux war der Sohn des Maschinenbaumechanikers und Unternehmers Johann Joseph Reuleaux (1796–1833) aus Eschweiler-Pumpe und dessen Frau Heloise Walburga geborene Graeser (1803–1867) aus demselben Ort. Sein älterer Bruder Carl wurde Ingenieur für Geschütz- und Munitionsgießereien, der jüngere Franz Ingenieur und Professor für Maschinenbaukunde. Reuleaux, der katholischen Glaubens war, machte eine kaufmännische Lehre und arbeitete zunächst als Drogist in Köln, bevor er 1851 in Mainz tätig wurde.
Der Kaufmann wird im Juli 1852 als Bürger von Mainz nachgewiesen. 1854 wurde er Gesellschafter einer Materialwarenhandlung und Ölfarbenfabrikation. Die Gründung einer eigenen Pech- und Firnisfabrik war eine Ausweitung dieses Geschäfts. Seine Tochter Theresia Margaretha Wilhelmine (* 20. August 1852) war seit 1874 mit dem späteren Bürgermeister von Mainz Heinrich Gassner verheiratet. Die Tochter Heloise Johanna Wilhelmine ( 4. Februar 1854) war mit dem Sektfabrikanten Johann Christoph Kupferberg verheiratet, Agnes Maria (* Mainz 17. Juni 1855) war seit 1877 verheiratet mit Amand Anton Wuidart, Kaufmann in London. Maria (1859–1942) war seit 15. November 1879 verheiratet mit Karl Jakob Preetorius (1854–1947), Dr. jur., Generalstaatsanwalt in Darmstadt. Sie war die Mutter des Grafikers Emil Preetorius.

## Öffentlichkeitsarbeit und Politik
Reuleaux übernahm politisch vielfältige Aufgaben in der Öffentlichkeit, unter anderem fast 30 Jahre lang als Stadtverordneter. Als Kommerzienrat Franz Schott im Juni des Kriegsjahres 1871 das Bürgermeisteramt niederlegte, ließ er sich als dessen Nachfolger wählen, trat aber zeitnah aus persönlichen Motiven zurück. Ludwig Reuleaux war Mitglied und von 1872 bis 1879 Präsident der Handelskammer Mainz. Daneben war er Präsident des Handelsgerichts und des Gewerbevereins dortselbst. Weiterhin war er im Verwaltungsrat der Hessischen Ludwigsbahn und Aufsichtsratsvorsitzender der Mainzer Aktien-Bierbrauerei sowie der Sektkellerei Kupferberg.

## Ehrungen
- 4. Januar 1877 Verleihung des Titels „Geheimer Kommerzienrat“
- 26. August 1879 Ritterkreuz 1. Klasse des Verdienstordens Philipps des Großmütigen